# El Rosario (Tungurahua)
El Rosario, auch El Rosario – Rumichaca, ist eine Ortschaft und eine Parroquia rural („ländliches Kirchspiel“) im Kanton San Pedro de Pelileo der ecuadorianischen Provinz Tungurahua. Zur Unterscheidung gleichnamiger Parroquias wird der Namenszusatz „Rumichaca“ verwendet. Die Parroquia besitzt eine Fläche von 13,39 km². Die Einwohnerzahl lag im Jahr 2010 bei 2638. Hauptwirtschaftszweig ist die Landwirtschaft.

## Lage
Der Ort El Rosario befindet sich 4,5 km nordnordwestlich vom Kantonshauptort Pelileo im Anden-Hochtal von Zentral-Ecuador auf einer Höhe von 2660 m. El Rosario liegt auf einer Hochfläche. Die Schlucht des Río Pachanlica trennt El Rosario im Westen von Picaihua, ein östlicher Vorort der Provinzhauptstadt Ambato.
Die Parroquia El Rosario grenzt im Norden an die Parroquia Chiquicha, im Osten an die Parroquia García Moreno, im Süden an die Parroquia Salasaka sowie im Westen an die Parroquia Picaihua (Kanton Ambato).